# 贝特霍尔德 (北达科他州)
贝特霍尔德（英語：Berthold），是美国北达科他州下属的一座城市。根据2010年美国人口普查，该市有人口454人。2011年估计该市有人口472人，相对于2010年，增长率为3.96%。